# Бэк, Адам
Адам Бэк (род. июль 1970) — британский бизнесмен, специалист в области криптографии и шифропанк. Известно, что Бэк переписывался с Сатоси Накамото, и ссылка на его публикацию содержится в описании системы Биткойн.
Родился в Лондоне. На 2020 год живёт на Мальте. Имеет степень доктора наук в области информатики.

## Криптография

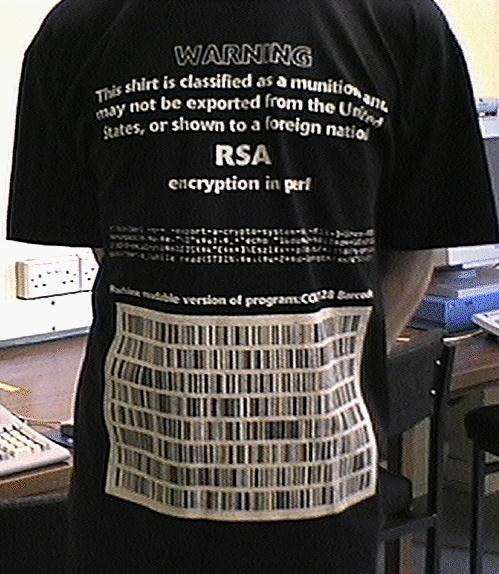
Футболка с кодом, который подпадал под экспортные ограничения в США

В 1997 году Бэк разработал систему Hashcash. Подобная идея используется в системе Биткойн. Hashcash также используется в нескольких протоколах для предотвращения спама. Бэк — один из первых исследователей цифровых активов, среди которых Вэй Дай, Дэвид Чаум и Хэл Финни.
Бэк также разработал библиотеку credlib, которая реализует цифровые идентификаторы Брандса (en:Stefan Brands) и Чаума.
Бэк первым описал «неинтерактивную прямую секретность» — свойство некоторых криптографических протоколов — и первым заметил, что любой протокол, основанный на identity based encryption может обеспечить это свойство.
Бэк также известен в связи с очень компактной реализацией RSA — две или три строки на языке Perl — а также в связи в футболками с этим кодом, которые подпадали под экспортные ограничения США, и дизайн которых он разработал в качестве протеста против этих ограничений.
Бэк — один из первых, кто получал сообщения по электронной почте от Сатоси Накамото. В 2016 году издание Financial Times назвало Бэка среди потенциальных кандидатов, кто мог быть Накамото, вместе с Ником Сабо и Хелом Финни. В 2020 году на YouTube-канале под названием BarelySociable было заявлено, что Бэк является Накамото. Бэк отверг это заявление. Крейг Стивен Райт подавал иск в суд на Бэка, когда Бэк сказал, что Райт не является Накамото. Впоследствии Райт забрал свой иск.
Бэк продвигал идею использования спутников и mesh-сетей для передачи и приёма транзакций биткойн, в качестве резервного варианта и как альтернативу традиционной сети интернет.

## Карьера
На 2020 год Бэк занимает должность генерального директора компании Blockstream.